# Tom Paris (Tennisspieler)
Tom Paris (* 2. September 2002 in Chalon-sur-Saône) ist ein französischer Tennisspieler.

## Persönliches
Der Vater von Tom Paris, Christophe, war technischer Leiter des örtlichen Tennisvereins und förderte seinen Sohn seit dessen fünftem Lebensjahr. Mit 13 Jahren begann Tom Paris seine Ausbildung an der Pôle France, einer renommierten Tennisschule.

## Karriere
Paris spielte nur gelegentlich auf der ITF Junior Tour, wo er in unterklassigen Turnieren einen Einzel- und vier Doppeltitel gewann. In der Junioren-Rangliste erreichte er seine höchste Platzierung mit Rang 588.
Sein erstes Profiturnier bestritt Paris im Jahr 2020, doch erst knapp drei Jahre später trat er erneut bei Turnieren an und sammelte die ersten Punkte für die Weltrangliste. Nachdem er vorwiegend auf der ITF Future Tour aktiv gewesen war, gelang ihm 2023 bei den Open Sopra Steria de Lyon erstmals die Qualifikation für ein Turnier der ATP Challenger Tour. Im selben Jahr stand er in zwei Future-Finals, von denen er eines für seinen ersten Titel nutzte. Diese Ergebnisse führten zu seiner bisher höchsten Platzierung von Rang 545 in der Weltrangliste.
Auf der höchsten Turnierebene, der ATP Tour, sorgte Paris 2023 in der Qualifikation der Moselle Open für Aufsehen, als er die Nummer 191 der Welt, Ugo Blanchet, besiegte. Er schied jedoch in der zweiten Runde gegen Harold Mayot aus. 2024 feierte Paris schließlich sein Debüt bei einem ATP-Event, als er zusammen mit Tristan Lamasine eine Wildcard für das Doppel bei den Open Parc Auvergne-Rhône-Alpes Lyon erhielt. Sie verloren in der ersten Runde gegen Santiago González und Édouard Roger-Vasselin.